# Brigade du jour promis
La Brigade du jour promis (en arabe Liwa al-Youm al-Mawud) aussi appelée Muqawimun est créée en novembre 2008 par le chef radical chiite Moqtada al-Sadr pour lutter contre les forces américaines en Irak.